# Teardown
Teardown è un videogioco sandbox, puzzle e azione sviluppato e pubblicato da Tuxedo Labs. Il gioco presenta livelli realizzati interamente con voxel e distruttibili. Ogni missione presenta una serie di obiettivi da completare entro un minuto. Durante la fase di setup, che non ha limiti di tempo, è possibile creare un percorso per completare questi obiettivi il più velocemente possibile rimodellando il mondo di gioco.
Il gioco utilizza un motore di gioco proprietario sviluppato da Dennis Gustafsson in collaborazione con Emil Bengtsson, utilizzato in precedenza per diversi prototipi. Dopo aver optato per il format della rapina in due parti, Gustafsson ha annunciato il gioco come Teardown nell'ottobre 2019, diventando disponibile come titolo in accesso anticipato nell'ottobre 2020, ricevendo molte recensioni positive dai giocatori e dalla stampa specifica.

## Trama
Nella storia del gioco, il giocatore assume il ruolo di proprietario della Löckelle Teardown Services, una società fortemente indebitata, svolgendo lavori di dubbia legalità per la sopravvivenza dell'azienda. Il giocatore può muoversi liberamente nei sette livelli del gioco, costituiti interamente di voxel distruttibili: Löckelle Teardown Services, The Evertides Mall, Lee Chemicals, West Point Marina, Villa Gordon, Hollowrock Island e Frustrum, sparsi per la penisola immaginaria di Löckelle. Vengono assegnati uno o più obiettivi, alcuni dei quali sono obbligatori e altri facoltativi, come distruggere o rubare determinati oggetti o radere al suolo degli edifici. Nella prima parte, vi sono venti missioni con diversi insiemi di obiettivi.

## Modalità di gioco
Teardown dispone di tre modalità di gioco, Campain, Sandbox e Challenges. Il gioco è di tipo sandbox con elementi puzzle e azione, quasi tutte le missioni (eccetto le prime) sono costruite su due fasi. La fase iniziale di preparazione alla missione non ha limiti di tempo, ma una volta attivato un allarme rubando un primo oggetto o appiccando un incendio, si attiva un timer di 60 secondi. Entro questo lasso di tempo, il giocatore deve completare tutti gli obiettivi richiesti e raggiungere il veicolo di fuga; in caso contrario, la missione fallisce e viene scovato dall'elicottero della polizia. Le missioni possono essere riavviate o i progressi precedenti caricati da un salvataggio rapido locale a quel livello. Alcuni livelli sostituiscono il conto alla rovescia con una sequenza di fuga in cui il giocatore è inseguito da un elicottero armato. In una modalità "sandbox" separata, il giocatore può sperimentare ed esplorare i livelli sbloccati senza un obiettivo o limitazioni di tempo. Livelli e strutture personalizzati possono essere modellati utilizzando il programma MagicaVoxel e importati nel gioco. Teardown include anche un editor di livelli e l'integrazione con Steam Workshop.
Quasi ogni struttura o materiale presente all'interno dei livelli può essere distrutto utilizzando un determinato set di strumenti, tra cui una mazza, bombe e un fucile a pompa, mentre si possono costruire delle strutture provvisorie usando delle assi di legno per muoversi più agilmente nel livello. Ulteriori strumenti vengono sbloccati con il normale proseguimento del gioco, mentre gli strumenti già acquisiti possono essere aggiornati e migliorati utilizzando i soldi guadagnati dalla raccolta di oggetti di valore sparsi nei livelli. Una bomboletta spray aiuta a segnare percorsi o punti di interesse, mentre un estintore può spegnere gli incendi provocati da eventuali esplosioni.
(Gustafsson)
Sono disponibili dei veicoli, come camion, gru, escavatori e barche, che sono posizionati all'interno dei livelli e anch'essi possono essere distrutti. Si possono anche trovare degli esplosivi in alcuni livelli, come serbatoi di propano. L'obiettivo finale è creare un percorso efficiente che gli permetta di completare gli obiettivi il più rapidamente possibile.

## Colonna sonora
La musica e il design del suono vennero curati e composti da Douglas Holmquist, collaboratore che aveva lavorato in precedenza a molti dei giochi di Mediocre, a partire da novembre 2019 per poi unirsi al progetto a tempo pieno nel febbraio 2020. Per ciascuno dei sette materiali elaborati dal motore di gioco (legno, metallo, vetro, plastica, muratura, fogliame e terra), Holmquist creò suoni d'impatto e di rottura in tre dimensioni e con molteplici variazioni. Creò anche suoni in loop per giunti in metallo e legno. Per ogni materiale i suoni vennero registrati, con la tecnica del Foley, in collaborazione con Mathias Schlegel, un tecnico del suono e amico di Holmquist. Ulteriori suoni vennero realizzati per gli attrezzi come il fucile (usando un Benelli M4), la pistola (con una Colt M1911), per i veicoli e altri ambientali. Durante lo sviluppo, dei suoni inutilizzati di Smash Hit vennero riciclati come placeholders.
La colonna sonora per la prima parte del gioco è stata registrata utilizzando un Minimoog Model D, Fender Jaguar, Fender Deluxe Reverb, Fender Jazz Bass, Neumann TLM-103, Neumann KM-184, Shure SM57, Shure BETA57A, Korg SV-2, Way Huge Pork Loin, batteria Rogers anni settanta e Logic Pro X. Venne eseguita da Holmquist con Andreas Baw alla batteria e masterizzato da Håkan Åkesson al Nutid Studio. La colonna sonora della parte prima è stata pubblicata tramite Bandcamp il 1º dicembre 2020 e successivamente pubblicata su YouTube.

## Sviluppo

### Origini e back-end
Teardown è sviluppato dalla Tuxedo Labs, lo studio di giochi indie del programmatore svedese Dennis Gustafsson. Gustafsson aveva collaborato precedentemente con aziende che sviluppavano middleware per la fisica dei giochi. Insieme a Henrik Johansson, aveva fondato lo studio di sviluppo di giochi Mediocre nel 2010, dove lavoravano a giochi come Smash Hit e PinOut.
Dopo aver chiuso Mediocre nel 2017, Gustafsson iniziò a lavorare sulla tecnologia per ambienti distruttibili utilizzando i voxel, un'idea che stava cercando di perseguire da tempo. Questi sembravano più facili da implementare perché i normali poligoni avrebbero portato a una geometria arbitraria con un rilevamento delle collisioni eccessivamente complesso. Ispirato da MagicaVoxel, li implementò insieme al ray tracing in tempo reale, reso possibile dalla semplicità delle scene basate su, appunto, voxel. Gustafsson creò successivamente un motore grafico proprietario che integrava entrambi gli aspetti. Durante lo sviluppo, Gustafsson affrontò problemi di implementazione dello stress, problema che risolse progettando invece la tecnologia attorno ad esso.
Dopo aver creato con successo un voxel sandbox, lavorò a fianco dell'ex designer della Mediocre Emil Bengtsson per creare concetti di gioco che utilizzassero la nuova tecnologia. Vennero lanciate diverse idee, a partire da un gioco di guida in cui il giocatore si scontrava e rovesciava oggetti. Questo concetto apparse sfavorevole perché la distruzione doveva essere usata semplicemente come un effetto piuttosto che come parte integrante del gameplay. Diversi prototipi di giochi stealth seguirono nell'arco di diversi mesi, ma Gustafsson e Bengtsson non furono in grado di costruire un gameplay del genere, in cui i nemici erano insensibili al suono della distruzione del giocatore.
Seguì un prototipo di gioco di sopravvivenza che presentava ragni giganti, ma Gustafsson e Bengtsson generalmente non si accontentavano dell'uso dei nemici, poiché avrebbero interrotto il gameplay distruttivo. Infine, Gustafsson e Bengtsson sperimentarono con un concetto di gioco di rapina, richiedendo al giocatore di rubare un insieme predefinito di oggetti. Il compito in quel concetto venne considerato troppo banale, mentre gli strumenti limitati e l'uso delle cache trovato troppo restrittivo.
Sette mesi dall'inizio dello sviluppo, dopo che i due non riuscirono a trovare un tipo di gioco che piaceva a entrambi, Bengtsson lasciò il progetto all'inizio del 2019 mentre Gustafsson continuò a sperimentare ulteriormente la tecnologia da solo, rifiutandosi di abbandonare il progetto. Affermò che era difficile trovare una giustificazione per la possibile distruzione nel gioco senza ricorrere a uno sparatutto o a un gameplay violento in generale.

### Progressi e primo annuncio
Gustafsson condivise i progressi del suo lavoro su Twitter a partire dal 2018. Il gameplay, commentato in anticipo, è stato successivamente pubblicato dallo youtuber Bluedrake42 su YouTube.
Nell'agosto 2019, Gustafsson annunciò che avrebbe creato un gioco usando la sua tecnologia. Ideò la struttura del colpo in due parti, che disse essere "compatibile con tutte le limitazioni (o la loro mancanza) che un ambiente completamente distruttibile impone, pur offrendo una sfida interessante". All'interno della seconda fase, Gustafsson valutò diversi metodi per imporre una restrizione temporale, come impostare il livello in una grotta che viene lentamente allagata, e alla fine optò per un semplice conto alla rovescia. I primi livelli progettati per questo concetto erano lunghi corridoi dritti che il giocatore avrebbe percorso per ottenere un oggetto e, una volta ottenuto, lo avrebbe ripercorso a ritroso per raggiungere il veicolo di fuga. Dopo che Bengtsson si unì di nuovo al progetto, i due scoprirono che il gioco funzionava molto meglio quando presentava più obiettivi in un mondo aperto e non lineare, che divenne il design finale.
Il gioco, ora intitolato "Teardown", venne rivelato per la prima volta il 1º ottobre 2019, in concomitanza della pubblicazione di un video "walkthrough", un sito web e una voce preparatoria per Steam. I successivi aggiornamenti di sviluppo di Gustafsson documentarono il meteo dinamico, ulteriori veicoli, livelli e altri contenuti aggiunti. Gustafsson e Bengtsson collaborarono con Kabi Jedhagen, Niklas Mäckle, Olle Lundahl e Stefan Jonsson, che fornirono ulteriore aspetti grafici e di design.

### Accesso anticipato
Teardown venne rivelato di nuovo in un trailer mostrato durante la Gamescom: Opening Night Live nell'agosto 2020. La pubblicazione era stata prevista come titolo in accesso anticipato per Microsoft Windows più avanti nel 2020. Nell'ottobre dello stesso anno, Gustafsson ha formalizzato la data di uscita per il 29 ottobre 2020, e rese disponibile il gioco come previsto. La fase di accesso anticipato doveva durare circa un anno, soggetta a modifiche a seconda del feedback dei giocatori. La pubblicazione iniziale incluse la prima parte del gioco, con la seconda in sviluppo a partire da gennaio 2021.

## Accoglienza
(Rainer Sig, Der Standard)
Durante la fase di accesso anticipato, Teardown ha ricevuto recensioni positive. Graham Smith di Rock Paper Shotgun ha lodato la meccanica di distruzione dei voxel e il loro valore intrinseco al gameplay, considerando la tecnologia utilizzata per eccellere rispetto a giochi scontati come Red Faction: Guerrilla. Christian Just di GameStar ha elogiato l'approccio sandbox del gioco alla distruzione di livello e il livello di dettaglio della tecnologia impiegata. Rick Lane di Bit-Tech ha definito gli enigmi del gioco "molto aperti ma comunque meravigliosamente impegnativi" (highly open ended yet beautifully challenging). Smith ha definito il gioco "raramente frustrante" a causa dell'uso di salvataggi rapidi, seguito a ruota da Andy Kelly di PC Gamer. Smith considerava anche il completamento con successo di un livello entro 60 secondi, dopo aver trascorso fino a un'ora a pianificare il percorso, come un'"enorme ricompensa". Allo stesso modo, Nathan Grayson di Kotaku ha dichiarato che "è stato fantastico" completare un livello con poco tempo rimasto. Connor Sheridan di GamesRadar+ ha considerato la musica del gioco "slick". Lane ha notato che lo stile visivo era "splendido" ed Eurogamer ha dichiarato che è stato stupito dalla presenza di una storia.
Nel dicembre 2020, Shacknews ha nominato Teardown il miglior gioco in accesso anticipato dell'anno. Chris Jarrard del sito ha osservato che il gioco "eccelle per la forza del suo design aperto e per la grafica eccezionale". Gli editori di Rock Paper Shotgun hanno citato Teardown come uno dei loro giochi preferiti del 2020. Il gioco ha vinto il premio "Excellence in Design" ed è stato nominato per il "Seumas McNally Grand Prize" all'Independent Games Festival 2021. Su Steam, Teardown è stato tra i giochi più venduti entro il primo giorno dalla sua uscita in accesso anticipato, su oltre 1 800 recensioni da parte dei giocatori, il 96% è stato positivo, indicando un'accoglienza "travolgentemente positiva". I giocatori hanno creato opere d'arte utilizzando le meccaniche di gioco, nonché mod e livelli personalizzati.
Christian Just notò però che, nonostante l'abilità tecnica, il gioco era privo di contenuti variabili, facendolo sembrare "senza vita e noioso" dopo un iniziale "effetto wow". Ha definito i mondi del gioco "stranamente freddi e vuoti" e ha inoltre citato una percepita mancanza di ottimizzazione. Smith ha criticato alcune interazioni imprecise tra gli elementi del gioco, come alcune interazioni non volute tra giocatore e oggetti presenti nei livelli o grandi strutture parzialmente distrutte supportate da pochissimi voxel, a causa della mancanza di stress.

### Riconoscimenti
| Anno | Premio                     | Categoria                  | Risultato | Fonte |
| ---- | -------------------------- | -------------------------- | --------- | ----- |
| 2020 | Most Innovative Gameplay   | Steam awards               | Finalista | [ 1 ] |
| 2021 | Seumas McNally Grand Prize | Independent Games Festival | Finalista | [ 1 ] |
| 2021 | Excellence in Design       | Independent Games Festival | Finalista | [ 1 ] |
| 2021 | Game of the year           | Nordic Game Awards         | Finalista | [ 1 ] |
| 2021 | Best game design           | Nordic Game Awards         | Finalista | [ 1 ] |
| 2021 | Best technology            | Nordic Game Awards         | Finalista | [ 1 ] |
| 2021 | Best audio                 | Nordic Game Awards         | Finalista | [ 1 ] |